# Kinel-Cherkassky (huyện)
Huyện Kinel-Cherkassky (tiếng Nga: ? райо́н) là một huyện hành chính tự quản (raion), của Tỉnh Samara, Nga. Huyện có diện tích 2531 km², dân số thời điểm ngày 1 tháng 1 năm 2000 là 30800 người. Trung tâm của huyện đóng ở Kinel'-Cherkasy.